# Mối quan hệ bác sĩ - bệnh nhân
Mối quan hệ bác sĩ - bệnh nhân là một phần trung tâm của việc chăm sóc sức khỏe và thực hành y học. Mối quan hệ giữa bác sĩ và bệnh nhân là một trong những nền tảng của đạo đức y học đương đại.

## Tầm quan trọng

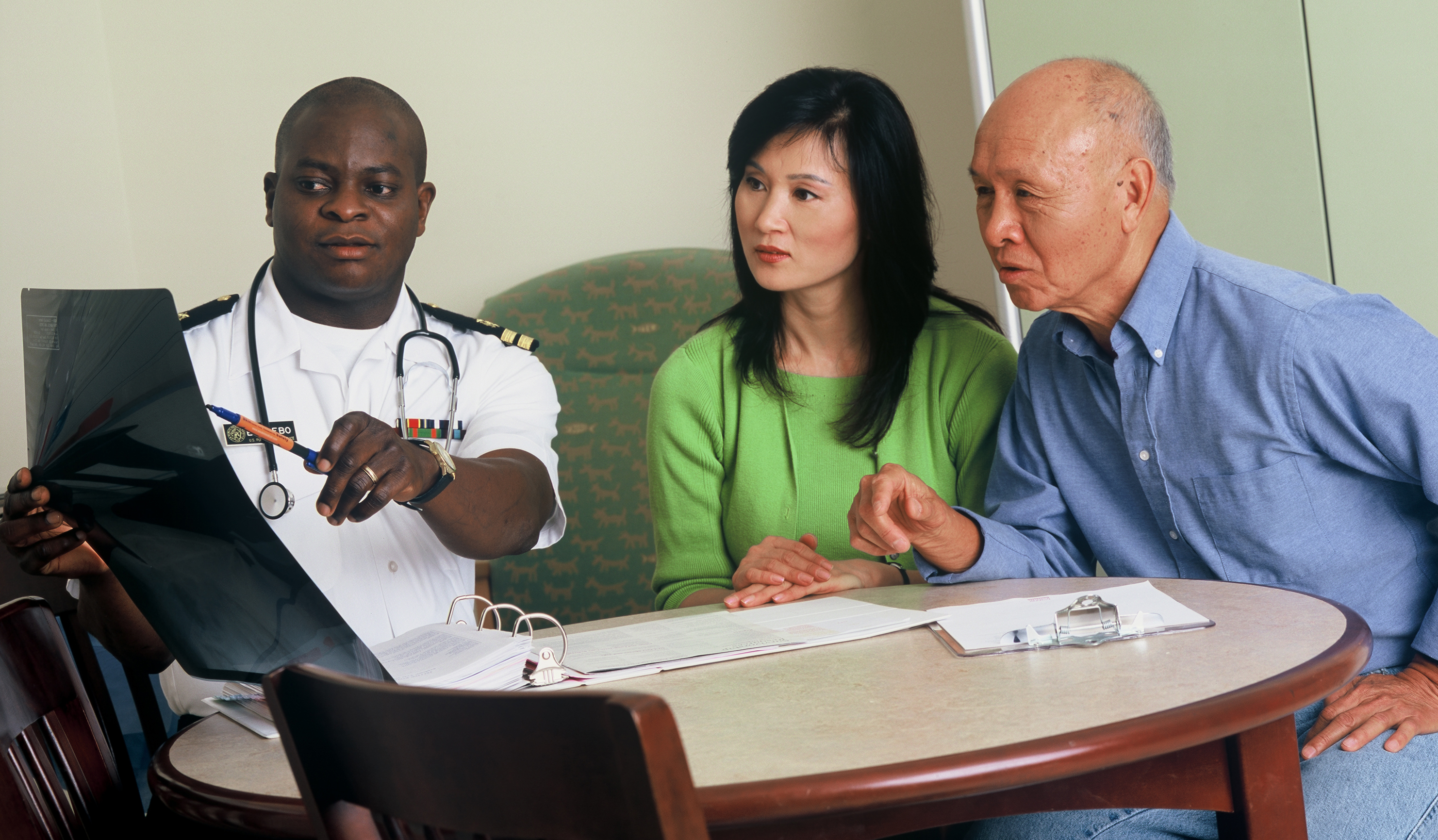
Một nhân viên y tế giải thích một phim x-ray cho bệnh nhân.

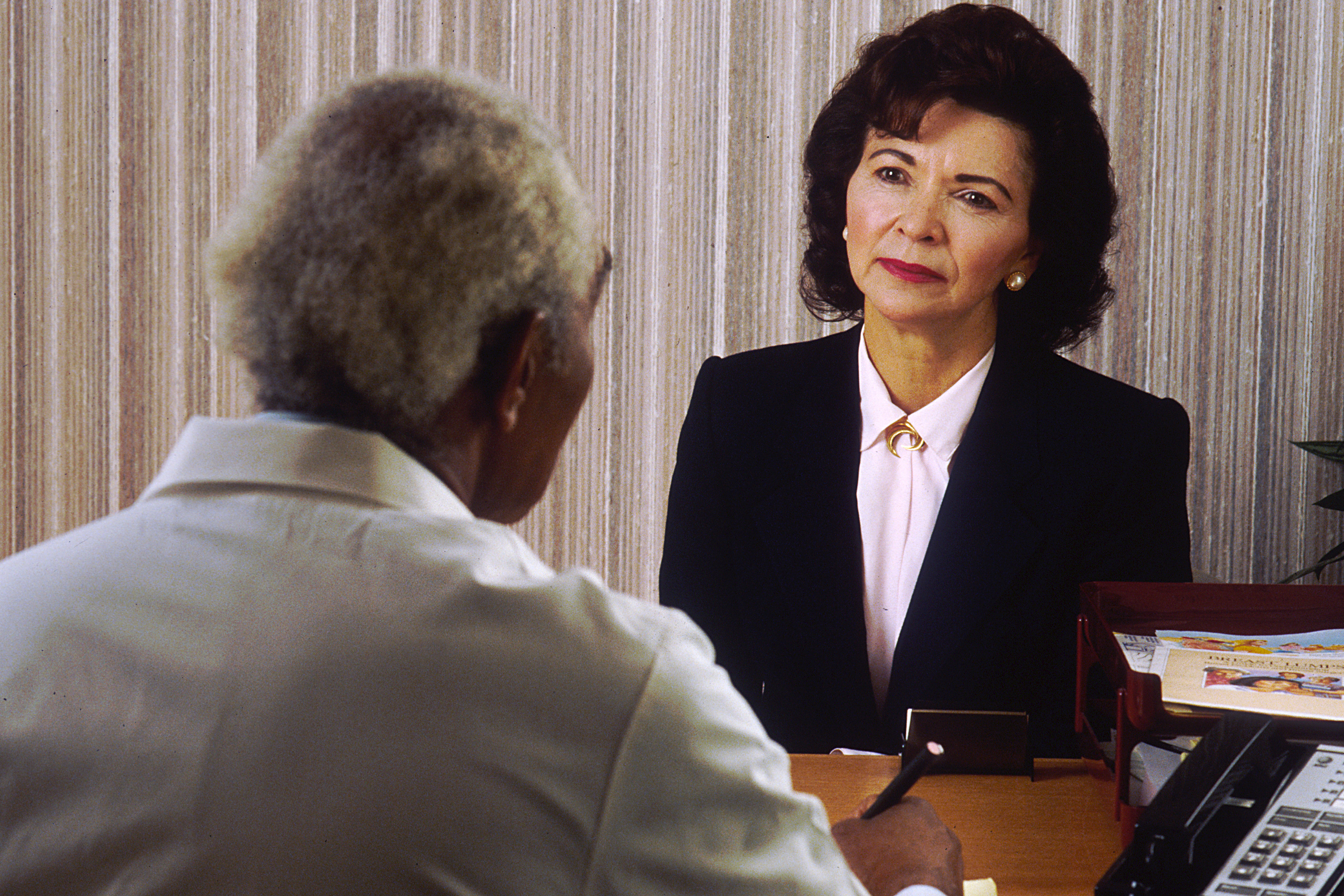
Bác sĩ đang tư vấn y tế cho bệnh nhân.

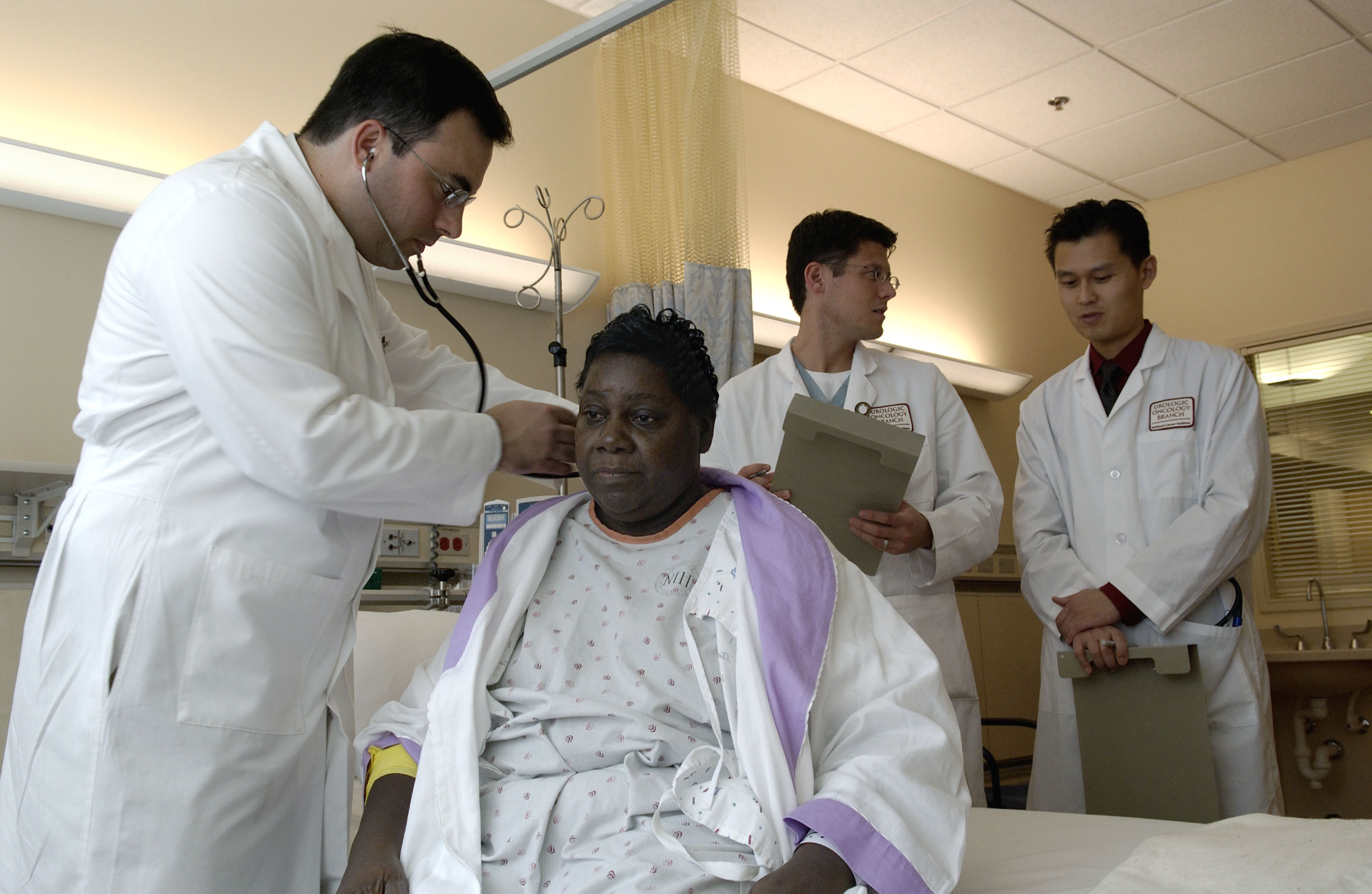
Một bác sĩ thực hiện một kiểm tra thể chất tiêu chuẩn trên bệnh nhân của mình.

Một bệnh nhân phải có niềm tin vào năng lực của bác sĩ và phải cảm thấy rằng họ có thể tâm sự với bác sĩ ấy. Đối với hầu hết các bác sĩ, việc thiết lập mối quan hệ tốt với bệnh nhân là điều quan trọng. Một số chuyên khoa y tế, chẳng hạn như tâm thần học và y học gia đình nhấn mạnh mối quan hệ giữa bác sĩ - bệnh nhân nhiều hơn những chuyên khoa khác, chẳng hạn như bệnh lý học hoặc khoa X quang, khi mà có rất ít tiếp xúc với bệnh nhân.
Chất lượng của mối quan hệ giữa bác sĩ và bệnh nhân là điều quan trọng đối với cả hai bên. Các giá trị và quan điểm của bác sĩ và bệnh nhân về bệnh tật, cuộc sống và thời gian đóng một vai trò trong việc xây dựng mối quan hệ này. Mối quan hệ mạnh mẽ giữa bác sĩ và bệnh nhân  đảm bảo chất lượng thông tin thường xuyên hơn về bệnh tật của bệnh nhân và giúp chăm sóc sức khỏe tốt hơn cho cả bệnh nhân và gia đình của họ. Tăng độ chuẩn xác của chẩn đoán và nâng cao kiến thức cho bệnh nhân cũng đóng góp một mối quan hệ tốt giữa bác sĩ và bệnh nhân. Nhưng trong trường hợp mối quan hệ này trở nên lỏng lẽo thì việc đánh giá đầy đủ của bác sĩ rất dễ dẫn đến thiếu sót, điều này làm cho bệnh nhân mất niềm tin vào chẩn đoán và phương pháp điều trị, làm giảm sự tuân thủ thực sự các chỉ dẫn y tế, dẫn đến kết quả sức khỏe kém cho bệnh nhân. Trong những trường hợp này và cũng trong trường hợp có sự khác biệt chính xác về quan điểm y tế, thì một ý kiến thứ hai từ một bác sĩ khác có thể được bệnh nhân tìm kiếm hoặc bệnh nhân có thể chọn đi đến một bác sĩ khác mà họ tin tưởng nhiều hơn. Ngoài ra, lợi ích của bất kỳ hiệu ứng giả dược nào cũng dựa trên đánh giá chủ quan của bệnh nhân (ý thức hoặc bất tỉnh) về sự tin cậy và kỹ năng của bác sĩ.

## Hành vi của bệnh nhân
Hành vi của bệnh nhân ảnh hưởng đến mối quan hệ giữa bác sĩ và bệnh nhân. Hành vi thô lỗ hoặc hung dữ của bệnh nhân hoặc thành viên gia đình của họ có thể làm sao lãng các chuyên gia chăm sóc sức khỏe và khiến họ kém hiệu quả hơn hoặc phạm sai lầm trong một thủ tục chẩn đoán y khoa. Khi xử lý các tình huống trong bất kỳ môi trường chăm sóc sức khỏe nào, luôn có sức ép làm nhân viên y tế phải thực hiện công việc của họ một cách có hiệu quả. Trong khi có nhiều yếu tố làm ảnh hưởng đến công việc đang thực hiện của họ, sự thô lỗ và thái độ không tốt của bệnh nhân đóng một vai trò lớn. Nghiên cứu được thực hiện bởi Tiến sĩ Pete Hamburger, phó giám đốc nghiên cứu tại Đại học Tel Aviv, đã chứng minh thực tế này. Nghiên cứu của ông cho thấy thái độ thô lỗ và khó chịu của bệnh nhân đối với các nhân viên y tế đã làm giảm năng lực xử lý hiệu quả các công việc đơn giản và phải làm nhiều thủ tục hơn. Điều này rất quan trọng vì nếu nhân viên y tế không thực hiện đầy đủ các công việc đơn giản, thì khả năng làm việc hiệu quả trong các tình huống quan trọng sẽ bị suy giảm. Mặc dù hoàn toàn dễ hiểu rằng bệnh nhân đang trải qua một thời gian cực kỳ khó khăn do căng thẳng từ các yếu tố bên ngoài cũng như bên trong khác, điều quan trọng là bác sĩ và nhân viên y tế cần phải cẩn trọng đề phòng xảy ra thái độ thô lỗ từ phía bệnh nhân.